# Abbaye de Rinchnach
L'abbaye de Rinchnach est une ancienne abbaye bénédictine à Rinchnach, dans le Land de Bavière et le diocèse de Passau.

## Histoire
Le monastère est fondé en 1011 par Gunther, moine de Niederaltaich, il est le premier grand établissement de la forêt de Bavière. En 1029, Conrad II le Salique offre au monastère des domaines territoriaux. En 1040, Rinchnach devient prieuré du monastère de Niederaltaich.
En 1204, l'évêque Wolfgar d'Erla accorde l'incorporation de la paroisse de Kirchberg. En 1243, le prieuré brûle, mais après la reconstruction, l'évêque Othon de Lonsdorf (de) peut rouvrir l'église le 12 août 1255. Le prieuré reçoit des vignobles en Autriche et en 1321 les ducs de Bavière donnent le droit de faire de la bière et du vin. En 1332, le prieur Friedrich Röschl crée le village de Bärnzell.
En 1488, les Hussites incendient l'abbaye. Les rivaux de l'abbaye sont les seigneurs de Degenberg (de) qui réclament souvent des revendications territoriales. Pendant de nombreuses années pour fonder Frauenau, on lui retire des terrains. En 1536, l'abbaye gagne son indépendance des Degenberg contre 3 500 florins.
En 1597, un incendie dévaste le monastère. Au cours de la guerre de Trente Ans, les moines subissent de lourds mauvais traitements de la part des troupes suédoises en 1641. En 1684, la paroisse de Frauenau est de nouveau confiée au monastère. Le 2 juin 1693, les bâtiments brûlent après un coup de foudre. Après l'incendie des régiments hongrois en 1703, la reconstruction du monastère par Niederaltaich a lieu à partir de 1708.
La première église est consacrée en 1019, suivie de trois nouveaux bâtiments. Le clocher est construit en 1721. En 1727, l'église du XVe siècle est entièrement repensée par Johann Michael Fischer. Le clocher est coiffé d'une lanterne et l'intérieur se base sur l'ovale. Les fresques de Wolfgang Andreas Heindl (de) font un parallèle entre les vies de Jean le Baptiste et de Gunther, le fondateur. Le stuc est attribué à Johann Baptist Modler (de) ou Franz Josef Holzinger. Le maître-autel de Benjamin Schreiter (de) vers 1770 porte un tableau de Franz Anton Rauscher (de), qui représente le baptême du Christ.
L'abbaye connaît la sécularisation en 1803. La terre est vendue aux enchères. La superficie de 3 800 hectares est divisée par 309 fermes et l'autre domaine de 1 890 hectares entre 130 fermes. L'église abbatiale devient l'église paroissiale de Rinchnach.

## Source de la traduction
- (de) Cet article est partiellement ou en totalité issu de l’article de Wikipédia en allemand intitulé « Kloster Rinchnach » (voir la liste des auteurs).